# Nhân Hòa, Phàn Chi Hoa
Nhân Hòa (chữ Hán giản thể: 仁和区, Hán Việt: Nhân Hòa khu) là một quận thuộc địa cấp thị Phàn Chi Hoa, tỉnh Tứ Xuyên, Cộng hòa Nhân dân Trung Hoa. Quận này có diện tích 1.727 km², dân số năm 2002 là 190.000 người.
Nhân Hòa được chia thành 1 nhai đạo: Đại Hà Trung Lộ; 8 trấn: Nhân Hoà, Đồng Đức, Đại Điền, Bình Địa, Phúc Điền, Kim Giang, Tiền Tiến, Bố Đức; 4 hương: Tổng Phát, Thái Bình, Vụ Bản, Trung Bá và 2 hương dân tộc: hương dân tộc Di A Lạt, hương dân tộc Di Đại Long Đàm.